# إدموند لانغلي
إدموند لانغلي، دوق يورك الأول وإيرل كامبردج الأول (5 يونيو 1341 – 1 أغسطس 1402) ابن أصغر للملك إدوارد الثالث ملك إنجلترا وفيليبا هينو رابع من خمسة أبناء هذا الزوج الملكي عاشوا إلى سن البلوغ، مثل الكثير من الأمراء في العصور الوسطى، اكتسب إدموند اسمه المستعار من مسقط رأسه من لانغلي (الآن كينغز لانغلي تقع في هيرتفوردشاير) هو مؤسس بيت يورك ولكن ابنه الأصغر سناً ريتشارد يعتبر هو المؤسس الحقيقي لهذه الأسرة عندما كان فصيلاً في حرب الوردتين بمطالبته بالعرش، والطرف الآخر في حرب الوردتين هم أسرة لانكاستر من نسل شقيقه الأكبر جون غونت، وكذلك له أخ الأكبر سناً هو إدوارد،الأمير الأسود والد ملك إنجلترا ريتشارد الثاني.

## النشأة
بعد وفاة آب روحي له «إيرل ساري»، منحت لـ إدموند الأراضي إيرل شمال ترينت، أساساً في يوركشاير في 1359 انضم مع والده الملك إدوارد الثالث في حملة عسكرية غير ناجحة في فرنسا، وأصبح في 1361 فارس الرباط وفي 1362 بـ سن الـ 21 إنشاء الملك إدوارد له إيرل كامبردج.

## مهنة العسكرية
شارك إدموند في العديد من الحملات العسكرية لفرنسا في فترة السبيعينات من القرن الرابع عشر، وعندما تم فتح قبره في 1870 وجودوا هيكل عظمى أظهرت عليه الأدلة توحي بقوة قدراته العسكرية قد تم تحت الجروح، في 1369 أحضر مع حاشية من 400 ميناتارمس و400 من الرماة للعمل مع جون هاستينغز إيرل بيمبروك، على الحملة في بريتاني وأنغولم، السنة التالية أولاً انضم إلى إيرل بيمبروك مرة أخرى على استكشافية إلى التخفيف على حصن «بيرش الحسناء» وثم رافق «الأمير الأسود» في الحملة التي أدت إلى حصار ليموج في 1375 أبحر مع حملة إدموند مورتيمر، إيرل مارس على بريست، ولكن بعد بعض النجاح الأولى قد أعلنت هدنة.
في 1381 قاد استكشافية فاشلة للانضمام مع البرتغاليين في مهاجمة قشتالة، ولكن بعد شهور من التردد مرة أخرى أعلن سلام (بين إسبانيا والبرتغال).
وعين كونستابل قلعة دوفر وناظر موانئ سينك في 12 يونيو 1376 وشغل ذلك المنصب حتى 1381. أنه تصرف كحارس للعالم في 1395/94، عندما شنت حملة في أيرلندا في عهد ريتشارد الثاني وتولى رئاسة البرلمان في 1395. وكان أيضا حارس مملكة في 1396 خلال زيارة الملك قصيرة إلى فرنسا عندما غادر ريتشارد الثاني لحملة موسعة في أيرلندا، وهبط هنري بولينجبروك الذي كان المنفى في أواخر حزيران/يونيو في بريدلينجتون في يوركشاير، إدموند جهز جيشاً مقاومة بولينجبروك، ثم إدموند قررت بدلاً من ذلك الانضمام إليه، بقي موالياً أسرة لانكاستر لـ بولينجبروك الذي أطاح بـ ريتشارد الثاني وأصبح الملك هنري الرابع.

## الذرية
كانت زوجته الأولى إيزابيلا أبنة الملك بيدرو ملك قشتالة وماريا دي باديلا أخت زوجة أخو الأكبر جون غونت الثانية كونستانس من قشتالة ، وكان لديهم اثنين من أولاد وأبنة:
- إدوارد من نورويتش ثاني دوق يورك (قتل في معركة أجينكور)
- ريتشارد كونسبيرغ، إيرل كامبريدج الثالث (أعدم للخيانة هنري الخامس)، من ذريته:-
  - ريتشارد يورك تزوج سيسلي نيفيل وهو والد:-
    - إدوارد الرابع تزوج من إليزابيث وودفيل ومن أبناءهم:-
      - إليزابيث يورك أصبحت ملكة إنجلترا بزواجها هنري السابع ومن أبنائهم.
        - آرثر أمير ويلز.
        - هنري الثامن ملك إنجلترا.
        - ماغريت ملكة إسكتلندا.
        - ماري تيودور.

      - إدوارد الخامس ملك إنجلترا.
      - ريتشارد، دوق يورك الخامس.

    - جورج بلانتيجينيه وهو والد:-
      - ماغريت بولى.

    - ريتشارد الثالث ملك إنجلترا تزوج من آن نيفيل وهو والد:-
      - إدوارد من مديلهام.
- كونستانس من يورك

بعد وفاة إيزابيلا في 1392، تزوج لانغلي أبنة عمه جوان هولندا.

## دوق يورك وشكسبير
إدموند الأول، دوق يورك شخصية رئيسية عند شكسبير في مسرحية ريتشارد الثاني وإدموند بحيث يستقيل من منصبه كمستشار لأبن أخيه، ريتشارد الثاني لكنه كان متردداً بخيانة الملك، أنه يوافق في نهاية المطاف الوقوف إلى الجانب بولينجبروك ومساعدته على استعادة الأراضي التي صادرها منه ريتشارد بعد وفاة والد بولينجبروك، ولكن بعد وفاة ريتشارد، توج كـ هنري الرابع، وادموند يكتشف مؤامرة من قبل ابنه، دوق يورك الثاني لاغتيال الملك الجديد، لكن إدموند يكشف عن هذه المؤامرة، ولكن زوجته إيزابيلا تقنع هنري الرابع بالعفو عن ابنها.